# Journal d'une femme en blanc
Ne doit pas être confondu avec Journal d'une femme en blanc (roman).
Pour les articles homonymes, voir Femme en blanc.
Pour plus de détails, voir Fiche technique et Distribution.
Journal d'une femme en blanc est un film franco-italien réalisé par Claude Autant-Lara, sorti en 1965.

## Synopsis
Claude Sauvage, une jeune gynécologue tenace, tient la chronique de quelques mois d'internat dans un hôpital parisien. Vie privée et carrière médicale, elle consigne ses doutes et désirs dans une société où la place et le sort des femmes demeurent à cette époque un enjeu secondaire. L'itinéraire personnel de Claude croise à travers le cas de quelques patientes le débat alors crucial sur l'ambition professionnelle féminine, la contraception et le droit à l'avortement.

## Fiche technique
- Titre : Journal d'une femme en blanc
- Réalisation : Claude Autant-Lara
- Scénario : Jean Aurenche d'après le roman éponyme d'André Soubiran
- Adaptation et dialogue : René Wheeler
- Décors : Max Douy
- Photographie : Michel Kelber
- Son : Gérard Brisseau
- Montage : Madeleine Gug
- Musique : Michel Magne
- Production : Ghislaine Autant-Lara
- Sociétés de production : 
  - France : Société Nouvelle des Établissements Gaumont, SOPAC
  - Italie : Arco Film
- Société de distribution : Gaumont
- Pays de production :  France,  Italie
- Langue originale : français
- Format : Noir et blanc – 35 mm - Son Mono
- Genre : Drame
- Durée : 110 minutes
- Date de sortie :
  - France : 28 avril 1965

## Distribution
- Marie-José Nat : Claude Sauvage
- Claude Gensac : Mlle Viralleau
- Jean Valmont : Pascal
- Paloma Matta : Mariette Hugon
- Jean-Pierre Dorat : Landeau
- Ellen Bernsen : Mme Michelon
- Robert Benoît : Yves Hugon
- Martine de Breteuil : la mère de Mariette
- Germaine Delbat : un docteur
- Daniel Ceccaldi (non crédité au générique) : l'inspecteur Georget
- Cécile Vassort : la jeune mère
- Annick Allières
- René Erouk
- Gérard Fallec
- Clara Gansard
- France Loubet
- Patrick Raynal
- Michel Robert
- Gilbert Robin
- Nadine Servan
- Michel Touret